# مكتب رئيس وزارة المخابرات الإيرانية

علم إيران.

مكتب رئيس وزارة المخابرات الإيرانية
(بالفارسية: دفتر اطلاعات نخست‌وزیری) كان جهاز مخابرات إيراني ومتصل بشكل مباشر بمكتب رئيس الوزراء الإيراني.

## تأسيس المكتب
تأسس الجهاز بعد الثورة الإيرانية وتحديداً بعد انحلال منظمة المخابرات والأمن القومي سافاك، ولقد تحول إلى وزارة للإستخبارات في عام 1984.

## رئيس المكتب
كان أول رئيس للجهاز هو خسرو طهراني.

## مهام المكتب
بعد أن تحالف المكتب مع منظمة مخابرات حرس الثورة الإسلامية أصبح المكتب يركز بشكل أساسي على المخابرات الأجنبية ومكافحة التجسس.